# Xuân Lẹ
Xuân Lẹ là một xã thuộc huyện Thường Xuân, tỉnh Thanh Hóa, Việt Nam.
Xã Xuân Lẹ có diện tích 98,94 km², dân số năm 1999 là 3614 người, mật độ dân số đạt 37 người/km².